# NGC 6047
NGC 6047 is een elliptisch sterrenstelsel in het sterrenbeeld Hercules. Het hemelobject werd op 27 juni 1886 ontdekt door de Amerikaanse astronoom Lewis A. Swift.

## Synoniemen
- MCG 3-41-87
- ZWG 108.111
- DRCG 34-62
- PGC 57033